# Lucas Pusineri
Lucas Andrés Pusineri Bignone (Buenos Aires, 16 luglio 1976) è un allenatore di calcio ed ex calciatore argentino, di ruolo centrocampista, tecnico dell' Atl. Tucumán.

## Carriera
Originario di Florida, dopo aver studiato nel collegio La Salle assieme a diversi calciatori divenuti famosi come Hernan Crespo, ha iniziato la sua carriera nelle giovanili del Platense e ha fatto il suo debutto professionale all'Almagro, nel 1999 ha esordito in prima divisione. Nel 2002 si è trasferito all'Indipendiente, dove rimase fino al 2005, per giocare una stagione nel River Plate, tornato all'Indipendiente ci giocherà fino al 2010 e successivamente concluderà la carriera con la sua prima squadra, il Platense. Dal 2018 esercita la professione di allenatore.

## Palmarès

### Club

#### Competizioni internazionali
- Coppa Mercosur: 1

San Lorenzo: 2001